# 海洋堂
海洋堂（日语：海洋堂）是一家主力生產人形模型和可動人偶的日本公司，總部設於大阪府門真市。雖然該公司主要專注於動漫相關角色，但也陸續獲得了其他版權，例如金剛和一些哥斯拉角色。公司商品還以轉輪科技而聞名
海洋堂原本是日本的一家小店，但多年來發展成為一家著名的公司，帶領他們在全球範圍內銷售收藏品。他們最著名的原型師為BOME，以成名。近年來，他的人形模型廣為人知並受到收藏家的追捧，作品在世界範圍內展出，包括巴黎、東京等。

## 外部連結
- 官方网站 （日語）
- Kaiyodo: Revoltech Site （页面存档备份，存于）
- Shaft Enterprises - A Patlabor Website - The Fridge (Patlabor Database) - Models and Figures List - Garage Kits （页面存档备份，存于）